# Петър Андреев
Петър Андреев с псевдоним Асен е български геолог и революционер, деец на Вътрешната македоно-одринска революционна организация.

## Биография
Андреев е роден на 17 или 25 август 1879 година в Стара Загора, България. В 1898 година завършва гимназия в Сливен и естествена история в 1903 година в Софийския университет. В периода 1905 – 1907 година работи като учител в Одринската гимназия „Д-р Петър Берон“, където става член на ВМОРО и е избран за секретар на окръжния комитет. 
След края на учебната 1906/1907 година Екзархията е принудена от османските власти да го уволни заради подозрения в революционна дейност.
Установява се в България и работи като учител в родния си град, а после в Първа софийска гимназия. През 1908 година е делегат на Кюстендилския конгрес на ВМОРО.
Работи като асистент по минералогия и петрография в минерало-петрографския институт на физико-математическия факултет на Софийския университет от 1 февруари 1909 до смъртта си. Изпратен е да специализира във Виена през август 1912 година, но се завръща в България след обявената мобилизация. Зачислен е като подпоручик в 52-ри пехотен полк.
Умира през Балканската война в сражението при Папаз тепе, край Одрин на 16 октомври 1912 година.

## Научни трудове
- „Образуване на еруптивните скали“ (1900)
- „Принос към петрографията на Сърнена гора“ (1903 – 1904)

- Еруптивните скали при с. Свидня (Искрецко) //  Годишник на Софийския университет. Физико-математически факултет; Annuaire de l'Universite de Sofia. Faculte Physico-mathematique 5.   1910. с. 1-23. Посетен на 25 юли 2024.
- Принос към петрографското изучаване на триасовите седименти в Искърското дефиле //  Годишник на Софийския университет. Физико-математически факултет; Annuaire de l'Universite de Sofia. Faculte Physico-mathematique 6.   1911. с. 1-58. Посетен на 25 юли 2024.
- „Бележки върху образуването на еруптивните скали“ (1910)
- „Изветрянето на скалите“ (1911)
- „Желязото и неговите руди“ (1912)
- Хематитът при с. Кремиковци //  Списание на Българската академия на наукитѣ: Клонъ природо-математиченъ 7.   1913. с. 45-81. Посетен на 25 юли 2024.[8]